# جزیره بلینگسهاوزن
جزیره بلینگسهاوزن (انگلیسی: Bellingshausen Island) یک جزیره در بریتانیا است که در جنوبگان واقع شده‌است